# Get Weird
Get Weird – trzeci album studyjny brytyjskiego girlsbandu Little Mix, wydany 6 listopada 2015 roku nakładem wytwórni Syco Music i Columbia Records.

## Lista utworów
Wersja podstawowa
1. Black Magic
2. Love Me Like You
3. Weird People
4. Secret Love Song  (feat. Jason Derulo)
5. Hair
6. Grown
7. I Love You
8. OMG
9. Lightning
10. A.D.I.D.A.S
11. Love Me Or Leave Me
12. The End

Wersja Deluxe
1. I Won't
2. Secret Love Song, Pt. II
3. Cleud Up
4. The Beginning

Wersja Japońska
1. Black Magic (wersja akustyczna)
2. Love Me Like You (Christmas Mix)
3. Dreamin' Together (Flower, feat. Little Mix)